# Andrew Andricopoulos
Andrew Andricopoulos (né le 1er avril 1987 à Groveland, État du Massachusetts aux États-Unis) est un joueur américain de hockey sur glace.

## Carrière de joueur
Après son secondaire, Andricopoulos se joint aux Remparts de Québec de la Ligue de hockey junior majeur du Québec avec lesquels il passa toute sa carrière junior. Il fut l'un des piliers défensifs de Québec. Il gagna avec cette équipe l'emblème suprême du hockey junior canadien, la Coupe Memorial, à la fin de la saison 2005-06. Pour la saison 2007-08, il joignit les rangs des Stingrays de la Caroline du Sud de l'ECHL.

## Statistiques de carrière
| Saison    | Équipe                             | Ligue          |    | Saison régulière | Saison régulière | Saison régulière | Saison régulière | Saison régulière |   | Séries éliminatoires | Séries éliminatoires | Séries éliminatoires | Séries éliminatoires | Séries éliminatoires |
| Saison    | Équipe                             | Ligue          | PJ | B                | A                | Pts              | Pun              | PJ               | B | A                    | Pts                  | Pun                  |                      |                      |
| 2002-2003 | Seawolves de l'Académie Tabor      | High School    | 26 | 10               | 10               | 20               | 26               | -                | - | -                    | -                    | -                    |                      |                      |
| 2003-2004 | Remparts de Québec                 | LHJMQ          | 61 | 3                | 9                | 12               | 27               | 4                | 0 | 1                    | 1                    | 2                    |                      |                      |
| 2004-2005 | Remparts de Québec                 | LHJMQ          | 60 | 3                | 12               | 15               | 25               | 9                | 1 | 3                    | 4                    | 2                    |                      |                      |
| 2005-2006 | Remparts de Québec                 | LHJMQ          | 70 | 10               | 33               | 43               | 106              | 7                | 0 | 2                    | 2                    | 15                   |                      |                      |
| 2006      | Remparts de Québec                 | Coupe Memorial | -  | -                | -                | -                | -                | 4                | 1 | 1                    | 2                    | 4                    |                      |                      |
| 2006-2007 | Remparts de Québec                 | LHJMQ          | 68 | 10               | 38               | 48               | 80               | 3                | 0 | 0                    | 0                    | 2                    |                      |                      |
| 2007-2008 | Stingrays de la Caroline du Sud    | ECHL           | 49 | 2                | 4                | 6                | 19               | -                | - | -                    | -                    | -                    |                      |                      |
| 2008-2009 | RoadRunners de Phoenix             | ECHL           | 7  | 0                | 0                | 0                | 6                | -                | - | -                    | -                    | -                    |                      |                      |
| 2008-2009 | Tommies de l'Université St. Thomas | SIC            | 14 | 0                | 9                | 9                | 16               | -                | - | -                    | -                    | -                    |                      |                      |
| 2009-2010 | Tommies de l'Université St. Thomas | SIC            | 26 | 0                | 15               | 15               | 22               | -                | - | -                    | -                    | -                    |                      |                      |
| 2010-2011 | Tommies de l'Université St. Thomas | SIC            | 22 | 0                | 4                | 4                | 24               | -                | - | -                    | -                    | -                    |                      |                      |
| 2011-2012 | Tommies de l'Université St. Thomas | SIC            | 28 | 3                | 5                | 8                | 38               | -                | - | -                    | -                    | -                    |                      |                      |